# Standard Chartered
Standard Chartered PLC ([ˈstændəd ˈtʃɑːtəd]), «Ста́ндард ча́ртерд» — транснациональная корпорация, предоставляющая финансовые услуги, в основном через дочернюю структуру Standard Chartered Bank. Образовалась в 1969 году в результате слияния Chartered Bank of India, Australia and China и Standard Bank of British South Africa. Штаб-квартира находится в Лондоне (Великобритания), однако в этой стране банк не имеет отделений, основными регионами деятельности являются страны Азии и Африки, в первую очередь Гонконг и Сингапур. Гонконгская дочерняя компания Standard Chartered Bank (Hong Kong) Limited является одним из трёх банков, выпускающих гонконгские доллары.
В списке крупнейших публичных компаний Forbes Global 2000 за 2018 год Standard Chartered заняла 309-е место (в том числе 55-е по активам, 468-е по обороту, 404-е по рыночной капитализации и 883-е по чистой прибыли). В списке крупнейших банков по размеру активов Standard Chartered Bank занял 51-е место на конец 2017 года, а в списке крупнейших банков Великобритании является пятым. С 2012 года входит в число глобально системно значимых банков.
Согласно материалам Международного консорциума журналистских расследований входит в число мировых лидеров по содействию отмыванию денег, через него проходит значительная часть от $2,4 трлн теневых транзакций, совершаемых через банки ежегодно. В первую пятерку входят также два банка из США, JPMorgan Chase и The Bank of New York Mellon, ещё один из Великобритании, HSBC и крупнейший банк Германии Deutsche Bank.

## История

### Chartered Bank of India, Australia and China
История Chartered Bank of India, Australia and China началась в 1853 году, когда шотландец Джеймс Уилсон (также известный как основатель журнала The Economist) получил от королевы Виктории королевскую концессию на открытие банка в Юго-Восточной Азии. В 1858 году начали работу первые отделения в Мумбаи, Калькутте и Шанхае, в следующем году — в Сингапуре и Гонконге. С 1862 года банк начал печатать бумажные деньги Гонконга, а с 1859 по 1890 год выпускал также бумажные деньги в Малайзии. Банк занимался финансированием торговли между Азией и Европой; объём этой торговли сильно возрос после открытия в 1869 году Суэцкого канала. В основном транспортировались чай из Китая, кофе и ром из Индии и Явы, табак и специи с Филиппин, а также опиум из Индии в Китай; со временем всё большую роль играла торговля хлопком.
Великое землетрясение Канто разрушило представительство банка в Йокогаме, часть его персонала погибла. В 1927 году был куплен P&O Bank, банк пароходной компании Peninsular and Oriental Steam Navigation Company с сетью отделений в Азии и включавший индийский Allahabad Bank. В годы Второй мировой войны большинство отделений Chartered Bank of India, Australia and China оказались на оккупированных Японией территориях. В 1948 году Chartered Bank начал деятельность в Бангладеш. В 1957 году к его структуре был присоединён Eastern Bank (Восточный банк), что дало выход на ближневосточный рынок (Бахрейн, Ливан, Ливия, Катар, Оман, ОАЭ); также в этом году были куплены кипрские отделения Ionian Bank. В 1959 году при участии Chartered Bank был образован Ирано-британский банк (национализирован в 1981 году). В 1969 году Allahabad Bank, сохранявший самостоятельность в составе Chartered Bank, был национализирован правительством Индии

### Standard Bank of British South Africa

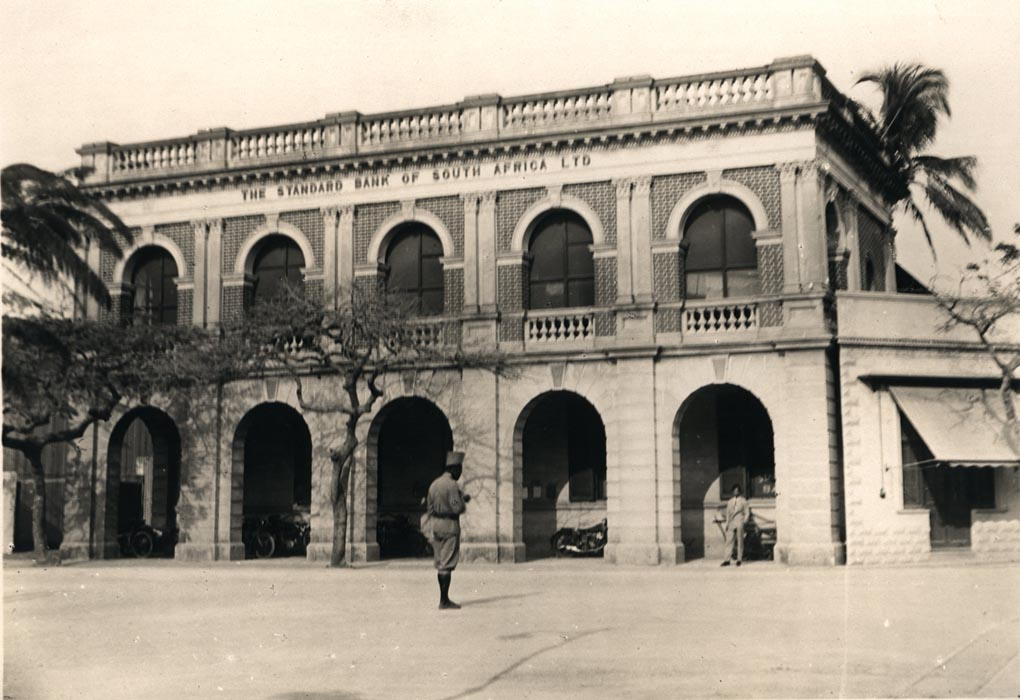
Здание Standard Bank в Бейра (Мозамбик)

Standard Bank of British South Africa был основан в 1862 году Джоном Патерсоном в Капской провинции в Южной Африке. Банк играл значительную роль в финансировании добычи алмазов в Кимберли, а с 1885 года — добычи золота в районе Йоханнесбурга. Около половины добываемого в Южной Африке золота проходило через Standard Bank на пути в Лондон. С годами банк значительно расширил своё присутствие вглубь Африки (в 1953 году у него было 600 отделений), и южноафриканская часть отделений была выделена в дочернюю компанию, а в 1987 году — в отдельный банк, получивший название Standard Bank. В 1965 году был поглощён Bank of West Africa (Банк Западной Африки), и в сферу влияния Standard Bank попали Камерун, Гамбия, Гана, Нигерия и Сьерра-Леоне. Bank of West Africa был основан в конце XIX века под названием Bank of British West Africa и играл значительную роль в развитии денежного обращения в британских колониях западной Африки, в частности до 1953 года выполняя роль центрального банка в Гане.

### После слияния
Распад колониальной системы, в которой в основном работали банки, привёл к национализации или передаче местным финансистам отделений в некоторых странах, в других странах были изменено регулирующее законодательство. В то же время деятельность ещё в ряде стран (Нигерии, Гонконге, Сингапуре, Малайзии) была очень прибыльной. В целом нестабильность в странах третьего мира вынудила банки к увеличению присутствия в Европе и Северной Америке. Чтобы не конкурировать при развитии сети представительств в этих регионах, банки договорились о слиянии; 18 ноября 1969 года объединённый банк был зарегистрирован под названием Standard and Chartered Banking Group. В 1970-е годы началась диверсификация деятельности Standard and Chartered: с покупкой в 1973 году Mocatta and Goldsmid Ltd. (была продана Scotiabank в 1997 году) банк вышел на рынок торговли драгоценными металлами, на европейском рынке была создана компания по лизингу вычислительной техники, был образован торговый банк. Однако в Великобритании банк не развивал розничную сеть, продолжая концентрироваться на финансировании проектов в странах Азии и Африки. Самым крупным приобретением 1970-х годов стал американский банк Union Bancorp of California.
1980-е годы стали тяжёлым периодом для Standard Chartered: в ряде основных рынков (Малайзии, Сингапуре, Гонконге) начался экономический спад. В 1981 году Standard Chartered попытался укрепить свои позиции на британском рынке, объединившись с Royal Bank of Scotland Group, однако эта сделка была заблокирована британским антимонопольным комитетом. Ухудшением финансового положения банка в 1986 году решил воспользоваться Lloyds Bank, предприняв попытку враждебного поглощения, которую Standard Chartered удалось отбить с помощью трёх азиатских финансистов, скупивших 35 % акций банка и таким образом не позволивших Lloyds Bank собрать контрольный пакет. В 1987 году Standard Chartered стал последним зарубежным банком, покинувшим Южно-Африканскую республику, продав свою долю в Standard Bank с большим убытком. В 1988 году были проданы United Bank of Arizona и Union Banking group, а также некоторые другие неосновные активы в Европе, США и Африке, была сокращена численность сотрудников. Эти меры позволили Standard Chartered улучшить финансовое положение и продолжать развиваться на своих основных рынках. К 1990-м годам он был представлен во всех странах Азиатско-тихоокеанского региона (кроме КНДР): в 1983 году было открыто отделение в Макао, в 1985 — в Тайване, в 1990 году — во Вьетнаме, в 1992 году — в Камбодже и Иране, в 1995 году — в Мьянме, в 1996 году — в Лаосе. В 1998 году был куплен перуанский банк Banco Exterior de Los Andes (Extebandes), который помимо Перу также вёл деятельность в Венесуэле и Колумбии. В 1999 году было открыто отделение в Пекине, у UBS было куплено подразделение по работе на финансовых рынках, также была приобретена 75-процентная доля в таиландском банке Nakornthon Bank PLC.
В 2000 году Standard Chartered за 1,34 млрд долларов приобрёл Grindlays Bank у австралийского банка Australia and New Zealand Banking Group, что позволило увеличить количество отделений в Индии и Пакистане. В этом же году за 1,32 млрд долларов была куплена Chase Manhattan Card Company (компания по выпуску кредитных карт Chase Manhattan Bank). В 2004 году в Гонконге было зарегистрировано дочернее общество Standard Chartered Bank (Hong Kong). В 2005 году за 3,3 млрд долларов был куплен корейский банк Korea First Bank, ставший подразделением Standard Chartered. В 2008 году были поглощены American Express Bank (дочерняя компания American Express Company, представленная в 47 странах — её покупка обошлась в 1,1 млрд долларов), Yeahreum Mutual Savings Bank (южнокорейский сберегательный банк), Asia Trust and Investment Corporation. В 2009 году были куплены банк Cazenove Asia и First Africa Holdings. В 2013 году присутствие в Африке было увеличено покупкой депозитарного бизнеса Absa Bank в ЮАР.
После создания Китаем в 2015 году международной межбанковской платёжной системы (Cross-Border Inter-Bank Payment System) Standard Chartered стал основным банком по расчётам в этой системе и операциям с юанем.

## Собственники и руководство
Акции Standard Chartered котируются на Лондонской фондовой бирже (входят в индекс FTSE 100), а также на гонконгской и двух индийских фондовых биржах. Рыночная капитализация на июль 2018 года составила 22,1 млрд долларов, крупнейшим держателем акций с 2006 года является государственная инвестиционная компания Сингапура Temasek Holdings — на 20 февраля 2018 года её доля составляла 15,68 % голосующих акций (через Dover Investments Pte. Ltd). Основные акционеры на 2018 год:
- Temasek Holdings Pte Ltd. — 15,6 %;
- Dodge & Cox — 3,54 %;
- Schroder Investment Management Ltd. — 2,73 %;
- Templeton Global Advisors Ltd. — 2,26 %;
- Norges Bank Investment Management — 2,10 %;
- GIC Pte Ltd. — 1,97 %;
- Standard Life Investments Ltd. — 1,91 %;
- Legal & General Investment Management Ltd. — 1,79 %;
- The Vanguard Group, Inc. — 1,69 %;
- Aberdeen Asset Managers Ltd. — 1,61 %.

Хронология председателей правления
- 1969—1974 Сирил Хокер (англ. Cyril Hawker; 1900—1991) — до этого работал в Банке Англии (с 1920 года), также был известным крикетистом[22].
- 1974—1987 Энтони Барбер (англ. Anthony Barber, 1920—2005) — до этого с 1970 по 1974 год был канцлером казначейства, с 1967 по 1970 был председателем Консервативной партии, с 1951 по 1974 год был членом британского парламента[22].
- 1987—1988 Питер Грэм (англ. Peter Graham; 1922—2009) — также возглавлял Crown Agents for Oversea Governments and Administrations, компанию по продвижению интересов Великобритании на мировой арене[22][30].
- 1988—1993 Родни Галпин (англ. Rodney Galpin; 1932—2011) — большая часть карьеры прошла в Банке Англии (с 1952 года)[22][31].
- 1993—2002 Патрик Гиллам (англ. Patrick Gillam; род. в 1933 году)[22]
- 2002—2006 Брайан Сандерсон (англ. Bryan Sanderson) — до этого возглавлял BP, после этого — Northern Rock[32][33].
- 2006—2009 Мервин Дэйвис[англ.] (род. 21 ноября 1952 года) — также был генеральным директором с 2001 по 2006 год[34]
- 2009—2016 Джон Пис (англ. John Peace; род. 2 марта 1949 года) — с 1997 года был членом правления британской группы розничной торговли GUS[англ.], после её разделения в 2006 году стал председателем правления её части, Experian[англ.] и сохранял этот пост до июля 2014 года, также возглавлял Burberry, таким образом одновременно был председателем правления трёх компаний из числа FTSE 100[35].

Действующее руководство
Руководство Standard Chartered делится на две категории: совет директоров (в 2017 году собирался 8 раз), формирующих основное направление развития группы, и управляющих директоров группы, осуществляющих текущее управление. Все они назначаются общим ежегодным собранием акционеров.
С декабря 2016 года пост председателя совета директоров занимал Хосе Виньялс (исп. José Viñals Iñiguez; род. 20 июня 1954 года, Мадрид, Испания), до этого работавший в Международном валютном фонде финансовым советником и директором департамента рынков капитала. 25 лет провёл в Банке Испании, в том числе с 2006 по 2009 год был заместителем управляющего. Также был председателем Комитета международных отношений Европейского центрального банка и председателем Фонда гарантирования вкладов в Испании. Образование: Валенсийский университет (степень бакалавра по экономике), Лондонская школа экономики и политических наук (степень магистра по экономике), Гарвардский университет (докторская степень).
Главный управляющий директор (CEO) Standard Chartered с июля 2015 года — Билл Уинтерс (англ. Bill Winters; род. в сентябре 1961 года в Коннектикуте). Окончил Колгейтский университет (степень бакалавра по международным отношениям) и Уортонскую школу бизнеса при университете Пенсильвании (степень магистра). Был одним их двух CEO инвестиционного банка в составе JPMorgan Chase. В феврале 2011 года основал хедж-фонд Renshaw Bay при финансовой поддержке Джейкоба Ротшильда и Йохана Руперта. Также независимый член совета директоров швейцарской фармацевтической компании Novartis International AG.
В совет директоров кроме председателя и CEO входят:
- Энди Холфорд (Andy Halford) — главный финансовый директор с 2014 года, до этого 9 лет занимал аналогичный пост в Vodafone Group plc.
- Нагиб Херадж (Naguib Kheraj) — заместитель председателя правления с 2016 года, член правления с 2014 года, до этого карьера в основном проходила в Barclays.

Независимые члены совета директоров:
- Дэвид Коннер (David Conner) — независимый член совета директоров с 2016 года; с 1976 года его карьера проходила в Citibank, в 2002 году перешёл в сингапурский банк OCBC на пост генерального директора.
- Кристин Ходжсон (Christine Hodgson) — старший независимый член совета директоров с 2018 года, член правления с 2013 года; также член правления Capgemini UK plc, где работает с 1997 года.
- Джасмин Уитбред (Jasmine Whitbread) — независимый член совета директоров с 2015 года; до этого работала в общественной организации Oxfam.
- Гэй Хьюи Эванс (Gay Huey Evans, OBE) — независимый член совета директоров с 2015 года; также член правления ConocoPhillips и Bank Itau BBA International plc, заместитель председателя Совета финансовой отчётности; до этого карьера проходила в Citibank и Aviva.
- Фил Риветт (Phil Rivett) — независимый член совета директоров с 2020 года; большая часть карьеры прошла в аудиторской фирме PricewaterhouseCooper, с 1976 года стажёр, с 1986 года партнер.
- Мария Рамос (Maria Ramos) — независимый член совета директоров с 2021 года; до этого, с 2009 года работала в ABSA Group, дочерней структуре Barclays в Африке (с 2019 года самостоятельной компании) со штаб-квартирой в ЮАР.
- Байрон Гроут (Dr Byron Grote) — независимый член совета директоров с 2014 года; также член правления Anglo American plc, Tesco PLC и Akzo Nobel NV; с 1988 года его карьера проходила в British Petroleum, включая посты главного финансового директора (с 2002 по 2011 год) и вице-президента (с 2012 по 2013 год).
- Дэвид Тан (David Tang) — независимый член совета директоров с 2019 года; его карьера включала посты в китайских филиалах таких компаний, как Apple и Nokia.
- Карлсон Тан (Carlson Tang) — независимый член совета директоров с 2019 года; его карьера проходила в гонконгском и китайском отделениях KPMG.
- Аманда Меллор (Amanda Mellor) — секретарь группы с 2019 года, до этого работала в Marks & Spencer.

Члены правления
- Трейси Кларк (Tracy Clarke) — глава подразделения Европы и Америки с 2015 года, в компании с 1985 года; также член правления Sky plc, England Netball и City UK.
- Бенджамин Хунг (Benjamin Hung) — глава подразделения Китая и севера Азии (с 2015 года), а также розничного банкинга (с 2017 года), в компании с 1992 года; также член генерального комитета Торговой палаты Гонконга.
- Сунил Каушал (Sunil Kaushal) — глава подразделения Африки и Ближнего Востока с 2015 года, в компании с 1998 года.
- Саймон Купер (Simon Cooper) — глава подразделения корпоративного и институционального банкинга с 2016 года, до этого занимал сходную должность в HSBC, где работал с 1989 года.
- Джуди Хсу (Judy Hsu) — глава подразделения Сингапура и стран ASEAN с 2017 года, в компании с 2009 года; ранее её карьера проходила в Citibank.
- Марк Смит (Mark Smith) — главный директор по финансовым рискам с 2016 года, до этого занимал аналогичный пост в HSBC.
- Дэвид Фейн (David Fein) — юрисконсульт группы с 2013 года; до этого был на госслужбе в США, включая посты генерального прокурора штата Коннектикут и советника президента.
- Микаэль Горриц (Dr Michael Gorriz) — главный информационный директор с 2015 года, до этого занимал аналогичный пост в Daimler AG.
- Дэвид Уайтинг (David Whiteing) — главный операционный директор с 2018 года, до этого работал в Commonwealth Bank of Australia.
- Трейси Макдермотт (Tracey McDermott, CBE) — глава группы по корпоративным, общественным и регуляторным отношениям с 2017 года, до этого работала в управлении по надзору за финансовой деятельностью в Великобритании.
- Танудж Капилашрами (Tanuj Kapilashrami) — глава группы по работе с персоналом с 2018 года, ранее работала в HSBC[2].

С 1965 по 1979 года в Standard Bank (после объединения банков — в Standard Chartered) работал Джон Мейджор, впоследствии премьер-министр Великобритании.
С 2017 года независимым членом совета директоров была Нгози Оконджо-Ивеала, в начале 2021 года она возглавила Всемирную торглвую организацию и ушла из совета директоров Standard Chartered; до этого большая часть ее карьеры проходила во Всемирном банке с перерывами на пост министра финансов Нигерии с 2003 по 2006 и с 2011 по 2015 год.
С 2010 по 2019 год независимым членом совета директоров был Хан Сынсу (Dr Han Seung-soo, KBE); его политическая карьера включала посты премьер-министра Республики Корея (с 2008 по 2009 год), заместителя премьер-министра, министра финансов, министра иностранных дел, министра промышленности и торговли, посла Кореи в США, главы администрации президента Кореи, председателя 56-й сессии Генеральной Ассамблеи ООН, специального посланника Генерального секретаря ООН по вопросам изменения климата и председатель встречи министерского совета организации экономического сотрудничества и развития в 2009 году.

## Деятельность
Корпорация Standard Chartered осуществляет деятельность через более чем тысячу отделений в 59 странах. Выручка (операционный доход, operating income) в 2020 году составила 14,765 млрд долларов, в том числе чистый процентный доход составил 6,85 млрд (12,29 млрд доход, 5,44 млрд расход), плата за услуги и комиссионные принесли 3,16 млрд, доход от торговых операций составил 3,67 млрд долларов.
Активы на конец 2020 года составили 789,1 млрд долларов, из них 281,7 млрд пришлось на выданные кредиты, 153,3 млрд на ценные бумаги, 66,7 млрд на наличные и баллансы в центральных банках. Размер депозитных вкладов составил 439,3 млрд долларов.
Основные подразделения:
- Корпоративный и институциональный банкинг (Corporate & Institutional Banking) — обслуживание корпораций и финансовых институтов, свыше 5000 клиентов в более чем 50 странах Азии, Африки и на Ближнем Востоке; основными услугами подразделения являются работа на финансовых рынках, проведение транзакций (около 2 млн транзакций в месяц[40], по этому показателю крупнейший банк в мире[27]), корпоративное финансирование, кредитование и управление портфелями ценных бумаг; выручка в 2020 году составила 7,214 млрд долларов, активы — 355,4 млрд долларов.
- Розничный банкинг (Retail Banking) — банковские услуги частным лицам и малому бизнесу в 60 городах в Азии, Африке и на Ближнем Востоке, всего 9 млн клиентов; выручка в 2020 году составила 5,013 млрд долларов, активы — 118,1 млрд долларов.
- Коммерческий банкинг (Commercial Banking) — финансовые услуги 43 тысячам компаний среднего размера в 27 странах Азии, Африки и на Ближнем Востоке; выручка в 2020 году составила 1,409 млрд долларов, активы — 32,9 млрд долларов.
- Частный банкинг (Private Banking) — услуги по управлению активами и розничные банковские услуги 7 тысячам состоятельных индивидуальных клиентов в Азии, Африке, на Ближнем Востоке и в Великобритании; выручка в 2020 году составила 540 млн долларов, активы — $13,7 млрд долларов.
- Central & Other Items (корпоративный центр и другая деятельность) — выручка в 2020 году составила 589 млн долларов, активы — 269 млрд долларов[2].

| Год                 | 2001  | 2002  | 2003  | 2004  | 2005  | 2006  | 2007  | 2008  | 2009  | 2010  | 2011  | 2012  | 2013  | 2014  | 2015   | 2016   | 2017  | 2018  | 2019  | 2020  |
| ------------------- | ----- | ----- | ----- | ----- | ----- | ----- | ----- | ----- | ----- | ----- | ----- | ----- | ----- | ----- | ------ | ------ | ----- | ----- | ----- | ----- |
| Выручка             |       |       |       | 5,382 | 6,861 | 8,620 | 11,07 | 13,97 | 15,18 | 16,06 | 17,64 | 19,07 | 18,78 | 18,33 | 15,29  | 14,06  | 14,29 | 14,79 | 15,27 | 14,77 |
| Чистая прибыль      | 0,699 | 0,844 | 1,024 | 1,578 | 1,946 | 2,278 | 2,989 | 3,241 | 3,477 | 4,414 | 4,849 | 4,887 | 4,200 | 2,705 | -2,196 | -0,191 | 1,268 | 1,109 | 2,340 | 0,751 |
| Активы              | 107,5 | 113,0 | 120,2 | 147,1 | 215,1 | 266,1 | 329,9 | 435,1 | 436,7 | 516,6 | 592,7 | 636,5 | 674,4 | 725,9 | 640,5  | 646,7  | 663,5 | 688,8 | 720,4 | 789,1 |
| Собственный капитал | 7,538 | 7,270 | 7,529 | 9,105 | 11,88 | 16,85 | 21,45 | 22,14 | 27,92 | 38,87 | 41,38 | 46,06 | 46,84 | 46,74 | 48,51  | 48,66  | 51,81 | 50,35 | 50,66 | 50,73 |

Основные регионы деятельности:
- Китай и север Азии (включает Китай, Гонконг, Тайвань, Корею, Японию и Макао) — выручка в 2020 году составила 6,016 млрд долларов, активы — 311,5 млрд долларов, 20 тысяч сотрудников.
- Страны ASEAN и юг Азии (Сингапур, Индия, Малайзия, Бангладеш, Вьетнам и другие) — выручка в 2020 году составила 4,366 млрд долларов, активы — 155,7 млрд долларов, 48 тысяч сотрудников.
- Африка и Ближний Восток (ОАЭ, Нигерия, Пакистан, Кения) — выручка в 2020 году составила 2,364 млрд долларов, активы — 58,1 млрд долларов, 10,7 тысяч сотрудников.
- Европа, Северная и Южная Америка — выручка в 2020 году составила 1,922 млрд долларов, активы — 253,4 млрд долларов, 4,6 тысячи сотрудников[2].

### Азия

#### Гонконг

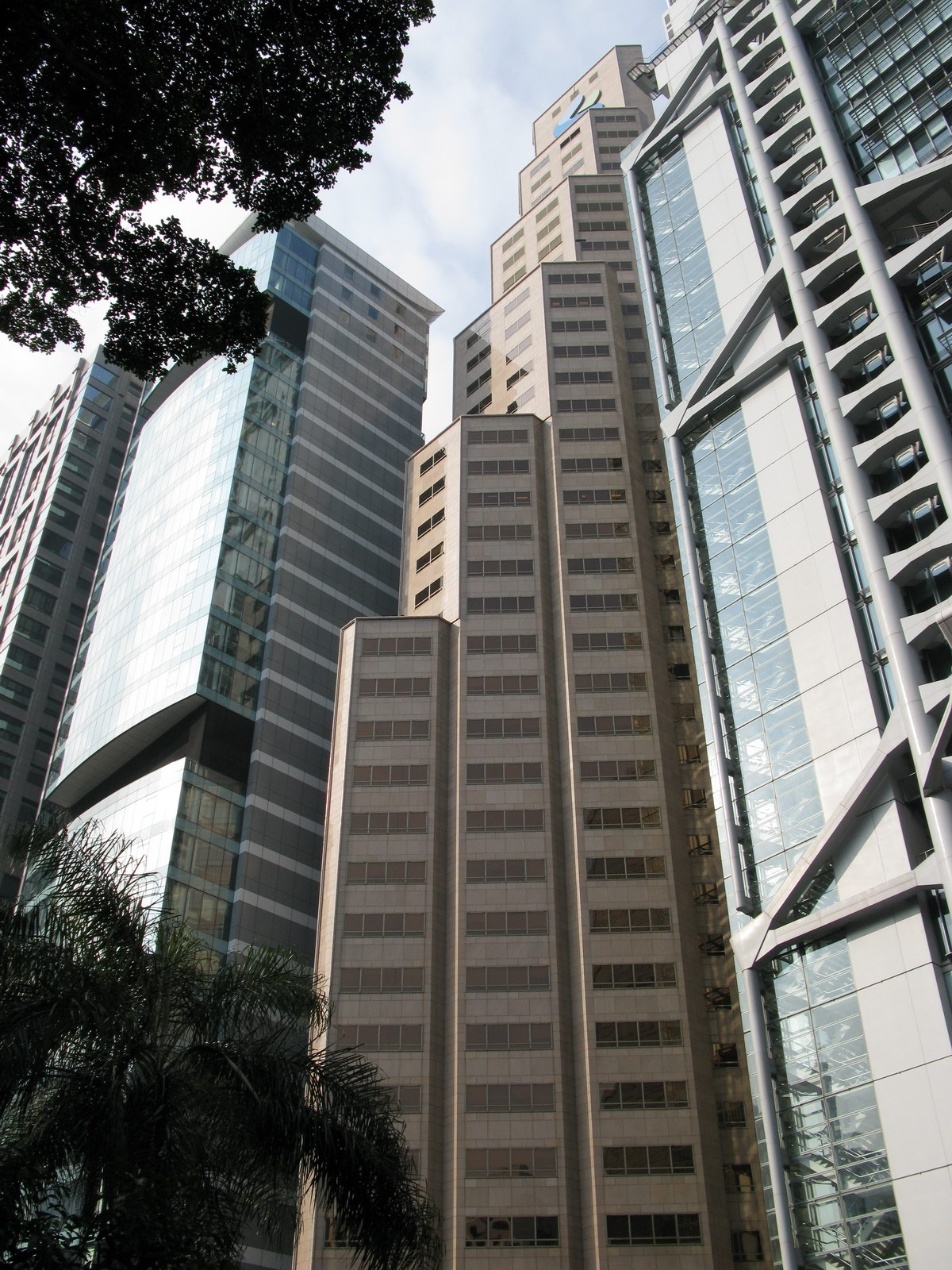
Штаб-квартира Standard Chartered Bank в Гонконге

Гонконг является основным регионом деятельности Standard Chartered в Азии, в 2017 году на него пришлось 3,384 млрд долларов из 14,3 миллиарда выручки группы, активы составили 140 млрд долларов. Здесь предоставляются все виды банковских услуг как частным клиентам, так и компаниям. В Гонконге банк действует с 1859 года, в 2004 году собственные гонконгские дочерние компании были объединены с купленными у Chase Manhattan Bank под названием Standard Chartered Bank (Hong Kong) Limited. Standard Chartered является одним из трёх банков, выпускающих гонконгских долларов (наряду с The Hongkong and Shanghai Banking Corporation и гонконгской дочерней компанией Банка Китая Bank of China (Hong Kong) Limited), а также имеет своего представителя в Управлении денежного обращения Гонконга; на конец 2017 года выпущенные банком банкноты составляли 9,3 % от 455,7 млрд гонконгских долларов, находящихся в обращении. В 2009 году по случаю 150-летия присутствия банка в Гонконге были напечатаны банкноты номиналом 150 гонконгских долларов. Акции Standard Chartered котируются на гонконгской фондовой бирже.

#### Сингапур

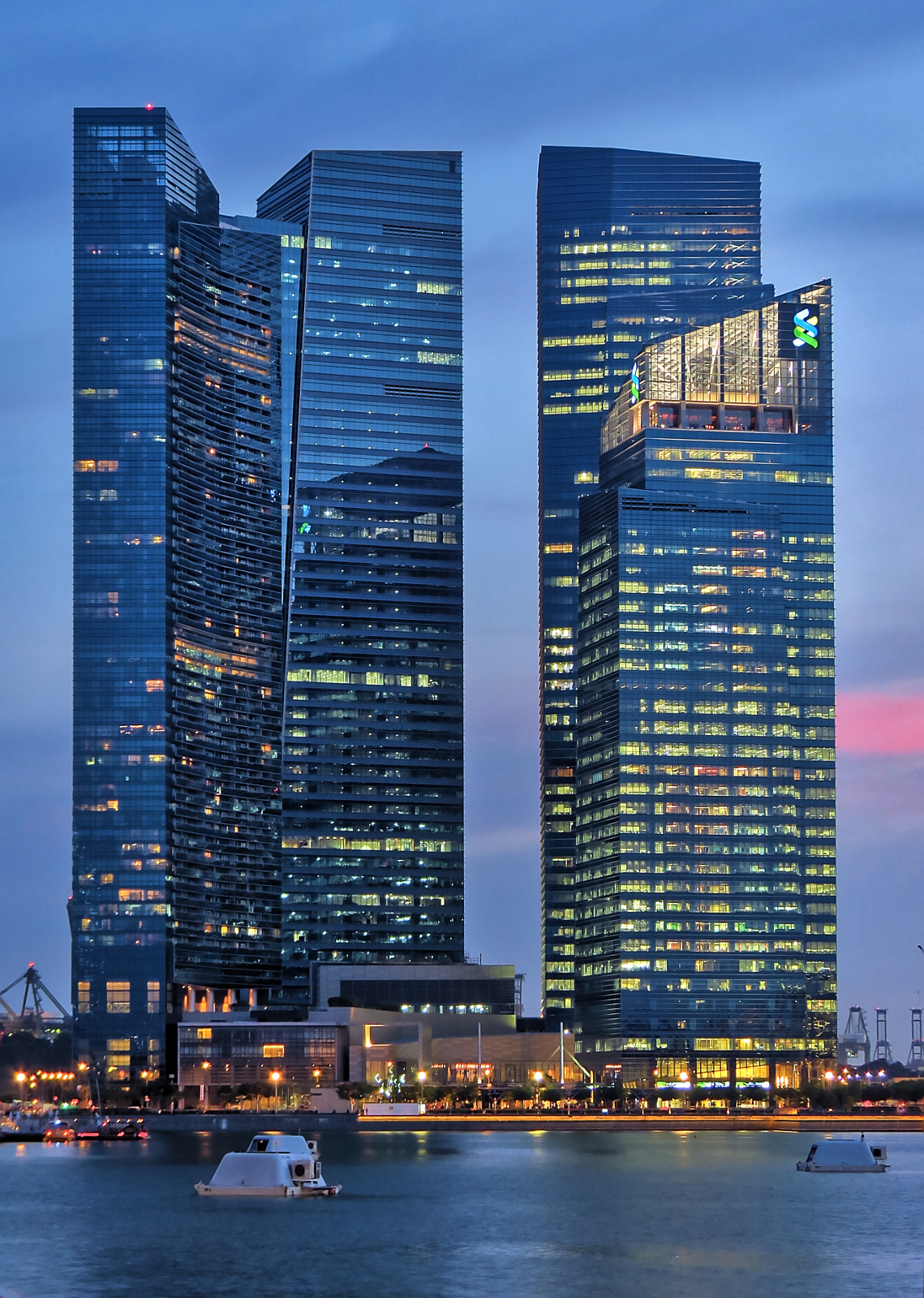
Штаб-квартира Standard Chartered Bank в Сингапуре (справа, финансовый центр Марина-Бэй)

Сингапур является вторым по значимости регионом группы, на него пришлось 1,4 млрд долларов из 14,3 миллиарда выручки в 2017 году, активы составили 86,4 млрд долларов (входит в десятку крупнейших банков страны). Chartered Bank начал свою деятельность здесь в 1859 году, а в 1999 году стал одним из первых зарубежных банков, получивших полную лицензию. С 2013 года вся деятельность в Сингапуре была собрана в дочернюю компанию Standard Chartered Bank (Singapore) Limited. В Сингапуре работает 7000 сотрудников банка, 17 отделений, 5 банковских центров, 31 банкомат.

#### Индия
Standard Chartered Bank India является 25-м по размеру активов банком Индии, где работают 99 отделений в 42 городах. Штаб-квартира находится в Мумбаи. В Индии банк работает с 1858 года. Акции Standard Chartered котируются на бомбейской фондовой бирже и национальной фондовой бирже Индии. Выручка от деятельности группы в Индии в 2017 году составила 1 млрд долларов, активы — 26,3 млрд долларов.

#### Республика Корея
Основой деятельности в Южной Корее является дочерняя компания Standard Chartered Korea, образованная на основе купленного в 2005 году Korea First Bank (эта покупка за 3,3 млрд долларов стала крупнейшим приобретением Standard Chartered на то время). Первое отделение Chartered Bank в Корее было открыто в 1929 году, на 2016 год здесь насчитывается 330 отделений, 2600 банкоматов, более 6000 сотрудников, выручка составила 967 млн долларов, активы — 51,8 млрд долларов.

#### Китайская Народная Республика

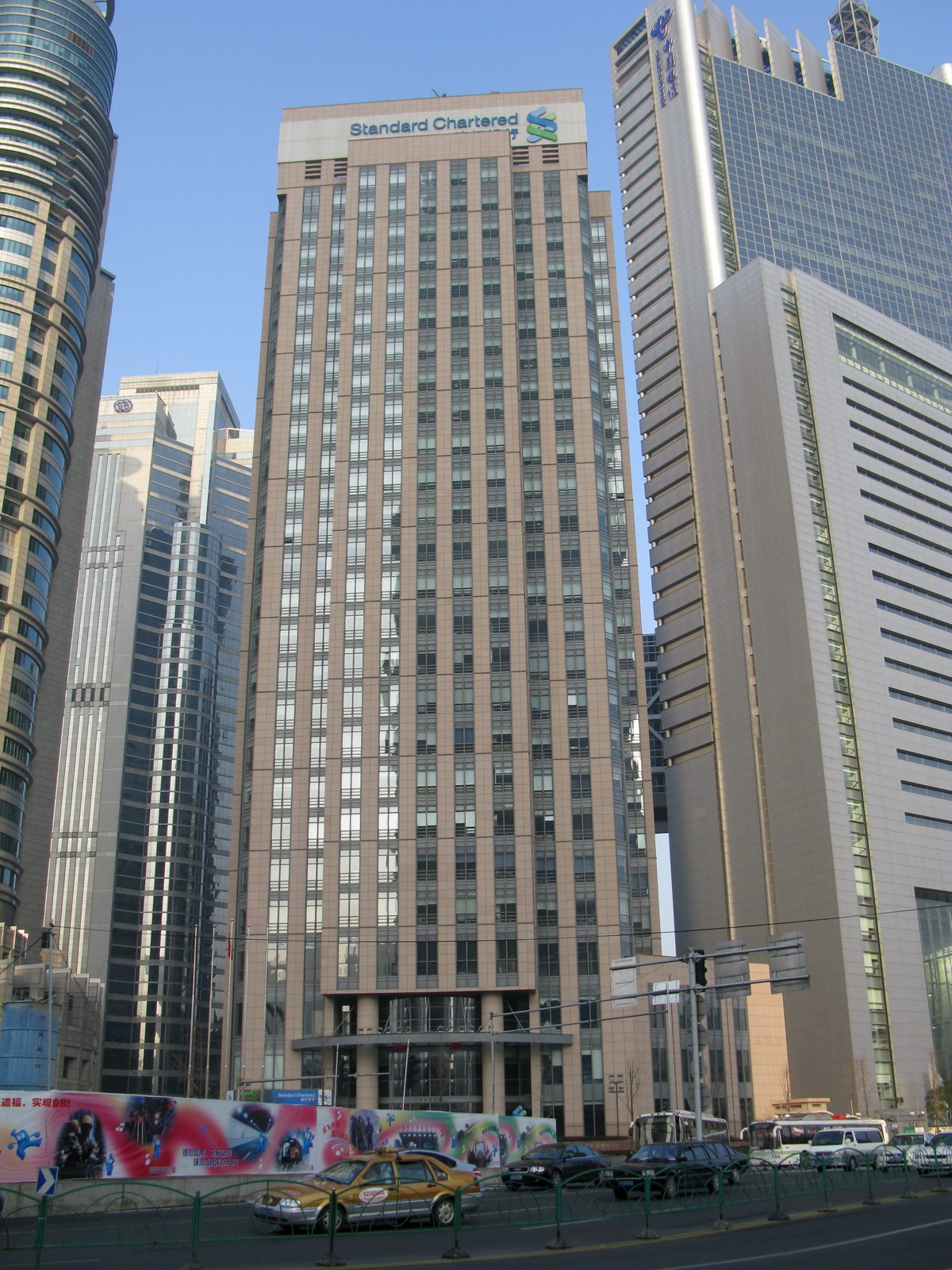
Здание банка Standard Chartered в Шанхае

Первое отделение в Китае было открыто в 1859 году в Шанхае. В апреле 2007 года дочерняя компания Standard Chartered Bank (China) Limited стала одной из первых зарубежных банковских компаний, зарегистрированных в КНР. Сеть Standard Chartered в этой стране состоит из более чем 100 отделений в 30 городах, включая открытое в 2014 году отделение в шанхайской зоне свободной торговли. В Китае Standard Chartered также владеет 20-процентным пакетом акций China Bohai Bank. Выручка от деятельности группы в Китае (не считая Гонконг) в 2017 году составила 707 млн долларов, активы — 33,2 млрд долларов.

#### Бангладеш
Первое отделение Chartered Bank в Восточной Бенгалии (как тогда назывался Бангладеш) открылось в Читтагонге в 1948 году, на следующий год после отделения этой территории от Индии. В 1966 году открылось отделение в столице Дакке. Дочерняя компания Standard Chartered Bangladesh является старейшим и крупнейшим зарубежным банком страны. Здесь работают 26 отделений и 83 банкомата.

#### Объединённые Арабские Эмираты
В ОАЭ Chartered Bank присутствует с 1958 года. На 2016 год здесь работает 2300 сотрудников, 11 отделений, 5 электронных банковских центра и более 100 банкоматов. Выручка от деятельности группы в 2017 году составила 733 млн долларов, активы — 20,3 млрд долларов.

#### Индонезия
Индонезия является шестым по значимости рынком группы, в этой стране Chartered Bank присутствует с 1863 года. В 2006 году консорциум из PT Astra International и Standard Chartered приобрёл 89 % акций восьмого крупнейшего банка Индонезии PermataBank, покупка в 2008 году American Express Bank ещё больше увеличила присутствие Standard Chartered: 27 отделений в 8 городах, 2200 сотрудников, обслуживание кредитных карт производится через сеть из 45 тысяч банкоматов (своих и банков-партнёров).

#### Малайзия

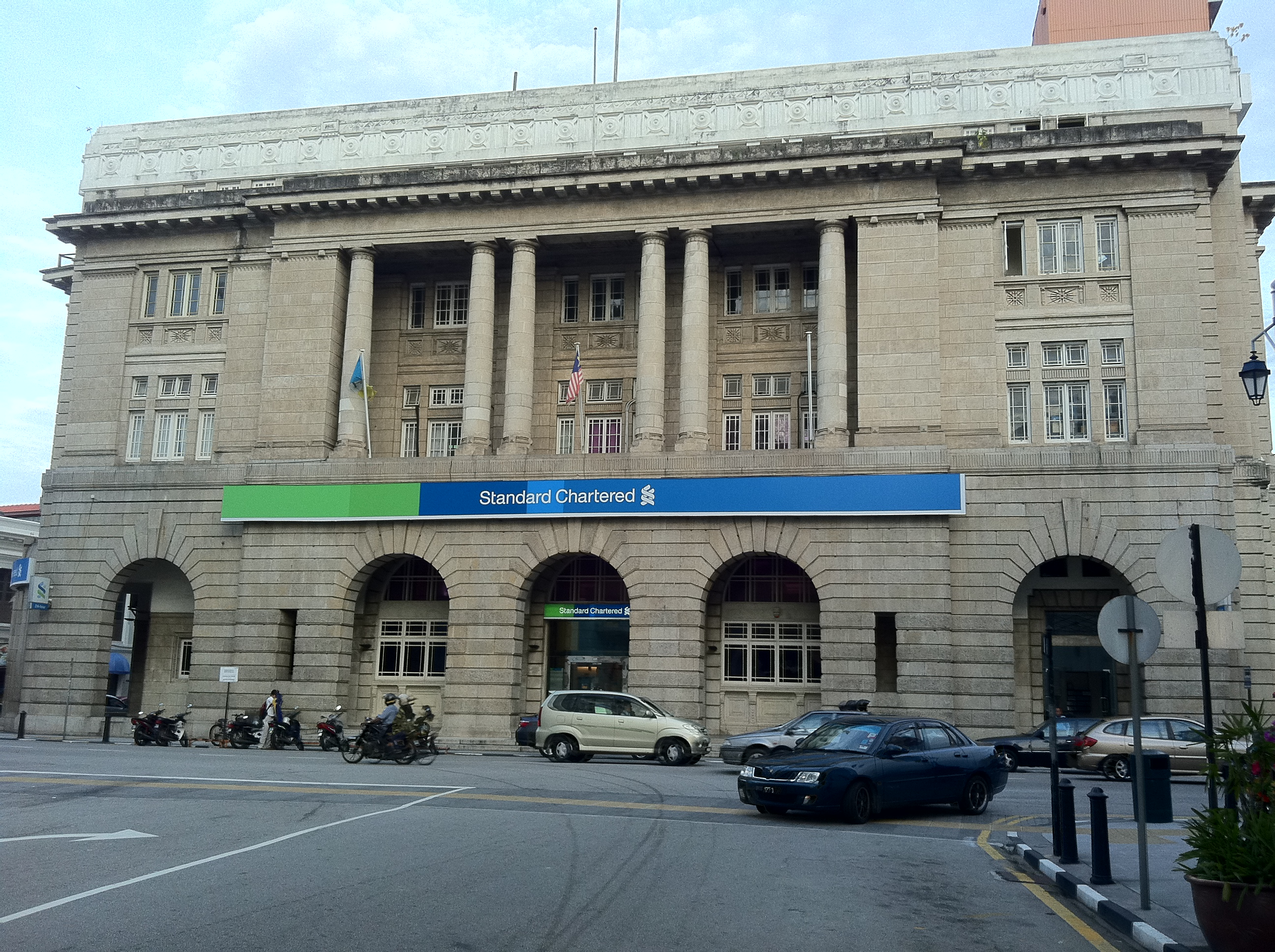
Здание банка Standard Chartered в Джордж-тауне (Малайзия)

В Малайзии банк работает с 1875 года, местная дочерняя компания Standard Chartered Bank Malaysia Berhad была зарегистрирована 29 февраля 1984 года и является 12-м в списке крупнейших банков страны по размеру активов (51,36 млрд ринггитов). Помимо этой компании, в которой работает около 7 тысяч человек, в Малайзии действуют несколько дочерних компаний международного значения: центр финансовых услуг Scope International, офшорное отделение в Лабуане и центр исламского банкинга Standard Chartered Saadiq Berhad (открыт в 2008 году и предоставляет банковские услуги, не противоречащие шариату).

#### Филиппины
Первое отделение на Филиппинах Chartered Bank of India, Australia and China открыл в 1872 году; после перехода контроля над островами от Испании к США он стал одним из четырёх банков, которым было разрешено сохранить своё представительство в этом регионе. В 2001 году Standard Chartered получил от центрального банка Филиппин лицензию универсального банка.

#### Вьетнам
Первое отделение во Вьетнаме было открыто в 1904 году. В 1974 году деятельность в этой стране была прекращена, но возобновлена в 1990 году; с 2007 года во Вьетнаме Standard Chartered начал оказывать розничные банковские услуги, в 2009 году было зарегистрирована дочерняя компания Standard Chartered Bank (Vietnam) Limited, в её трёх отделениях работает 850 человек.

#### Таиланд
В Таиланде Chartered Bank присутствует с 1894 года, в 1898—1902 годах он был одним из трёх банков, печатавших первые бумажные деньги королевства. В 1999 году был куплен контрольный пакет акций Nakornthon Bank, в 2004 году он был слит с собственными местными отделениями в дочернюю компанию Standard Chartered Bank (Thai) Pcl (Standard Chartered Thailand), в которой работает 2200 человек и которая располагает 20 отделениями и 30 банкоматами; её выручка в 2016 году составила 4,65 млрд батов (450 млн долларов), активы — 191 млрд батов (17 млрд долларов). В 2016 году была продана дочерняя компания по управлению активами, а также объявлено о намерении продать подразделение розничного банкинга в Таиланде (на него приходилось около половины оборота и пятая часть активов).

#### Китайская Республика
В Китайской Республике (остров Тайвань) Standard Chartered действует с 1985 года. В 2006 году был поглощён основанный в 1948 году Hsinchu International Bank, в 2008 году были добавлены местные отделения American Express Bank и Asia Trust and Investment Corporation. На Тайване работают 4000 сотрудников банка, он представлен 88 отделениями. Местной дочерней компании Standard Chartered Bank (Taiwan) Limited подчинены две страховые компании, Standard Chartered Life Insurance Agency Co, Ltd. и Taiwan Standard Chartered Insurance Agency Co, Ltd. Первая из них занимается страхованием жизни, вторая — имущества, обе были основаны в 1999 году в составе Hsinchu. Выручка на 2016 год составила 13,7 млрд тайваньских долларов (415 млн долларов США), активы — 660 млрд тайваньских долларов (20 млрд долларов США); почти весь оборот и треть активов приходится на подразделение розничного банкинга.

#### Другие страны Азии
Дочерняя компания в Брунее была основана в 1958 году, на 2016 год она имеет 6 отделений и 45 банкоматов, в ней работает 300 человек. В Непале дочерняя компания Standard Chartered Nepal работает с 1987 года; 15 отделений, 23 банкомата, 450 сотрудников. На территории Пакистана первое отделение в Карачи было открыто в 1863 году; на 2016 год здесь работают 4500 сотрудников, 101 отделение (из них 10 специализируются на исламском банкинге), 189 банкоматов. В Бахрейне работает с 1920 года; 7 отделений. Standard Chartered Bank (Mauritius) Limited и несколько других дочерних компаний зарегистрировано на Маврикии. В Камбодже, Катаре, Лаосе, Ливане (с 2000 года), Макао, Мьянме (с 2013 года), Омане, Японии работают представительства.

### Африка

#### Южно-Африканская Республика
Standard Bank of British South Africa начал работу в британских колониях в Южной Африке в 1862 году. В 1987 году местная дочерняя компания получила самостоятельность под названием Standard Bank. В 1992 году Standard Chartered открыл в ЮАР своё представительство, на 2016 год здесь работало три представительства (в Йоханнесбурге, Кейптауне и Дурбане).

#### Ботсвана
В Ботсване работает дочерняя компания Standard Chartered Bank Botswana, первый офис её предшественника был открыт в 1897 году. В 1975 году банк получил полную лицензию, 25 % его акций начали котироваться на фондовой бирже Ботсваны. На 2016 год у него 17 отделений, он предоставляет банковские услуги как корпорациям, так и частным клиентам.

#### Кения
В Кении присутствует с 1911 года. В дочерней компании Standard Chartered Kenya работает 1700 человек, 33 отделения и 90 банкоматов. 74 % акций принадлежит Standard Chartered, остальные 26 % котируются на найробийской фондовой бирже (с 1989 года). В Кении находится региональный центр для стран юга и востока Африки (Уганды, Танзании, Замбии, Ботсваны и ЮАР).

#### Уганда
Standard Chartered Uganda работает с 1912 года. Является вторым банком Уганды по размеру активов (2,68 трлн шиллингов, или 0,8 млрд долларов) после Stanbic Bank Uganda Limited (дочерней компании Standard Bank). Доля на рынке страны составляет 15 %, на 2015 год у банка было 18 отделений, 29 банкоматов и 600 человек персонала, выручка составила 419 млрд шиллингов (120 млн долларов). В основном работает с крупными компаниями, однако занимается и розничным банкингом.

#### Танзания
Первое отделение в Танзании было открыто в 1911 году. В 1967 году активы банка были национализированы, но возвращены в 1992 году. На 2011 год было 7 отделений и 8 банкоматов, активы составляли 1,24 трлн шиллингов (793 млн долларов, 5-е место в стране).

#### Замбия
Деятельность в Замбии была начата в 1906 году. Основным владельцем является Standard Chartered Holdings (Africa) BV (зарегистрированная в Нидерландах дочерняя компания Standard Chartered), 10 % акций находятся в свободном обращении на лусакской фондовой бирже. В Замбии работает 25 отделений, 47 банкоматов, число сотрудников — 700; размер активов на 2015 год составил 8,6 млрд квачей (800 млн долларов).

#### Камерун
Первое отделение в этой стране было открыто в 1915 году как отделение Bank of British West Africa, в 1965 году оно было переименовано в Standard Bank of West Africa (SBWA) Cameroon, а в 1974 году было закрыто. В Камерун Standard Chartered вернулся в 1986 году с покупкой Boston Bank Cameroon, через шесть лет к нему были добавлены некоторые активы бывшего банка BCC Cameroon S.A.

#### Гана
В Гане в 1896 году начало работу отделение Bank of British West Africa, которое до 1953 года выполняло функции центрального банка страны. В 1985 году на основе отделений в Гане был образован Standard Chartered Bank Ghana. 80 % акций Standard Chartered Ghana (холдинговой компании банка) принадлежит Standard Chartered, остальные котируются на ганской фондовой бирже, в том числе входят в её основной индекс. В Гане работает 27 отделений и 56 банкоматов, число сотрудников — около 1000.

#### Нигерия

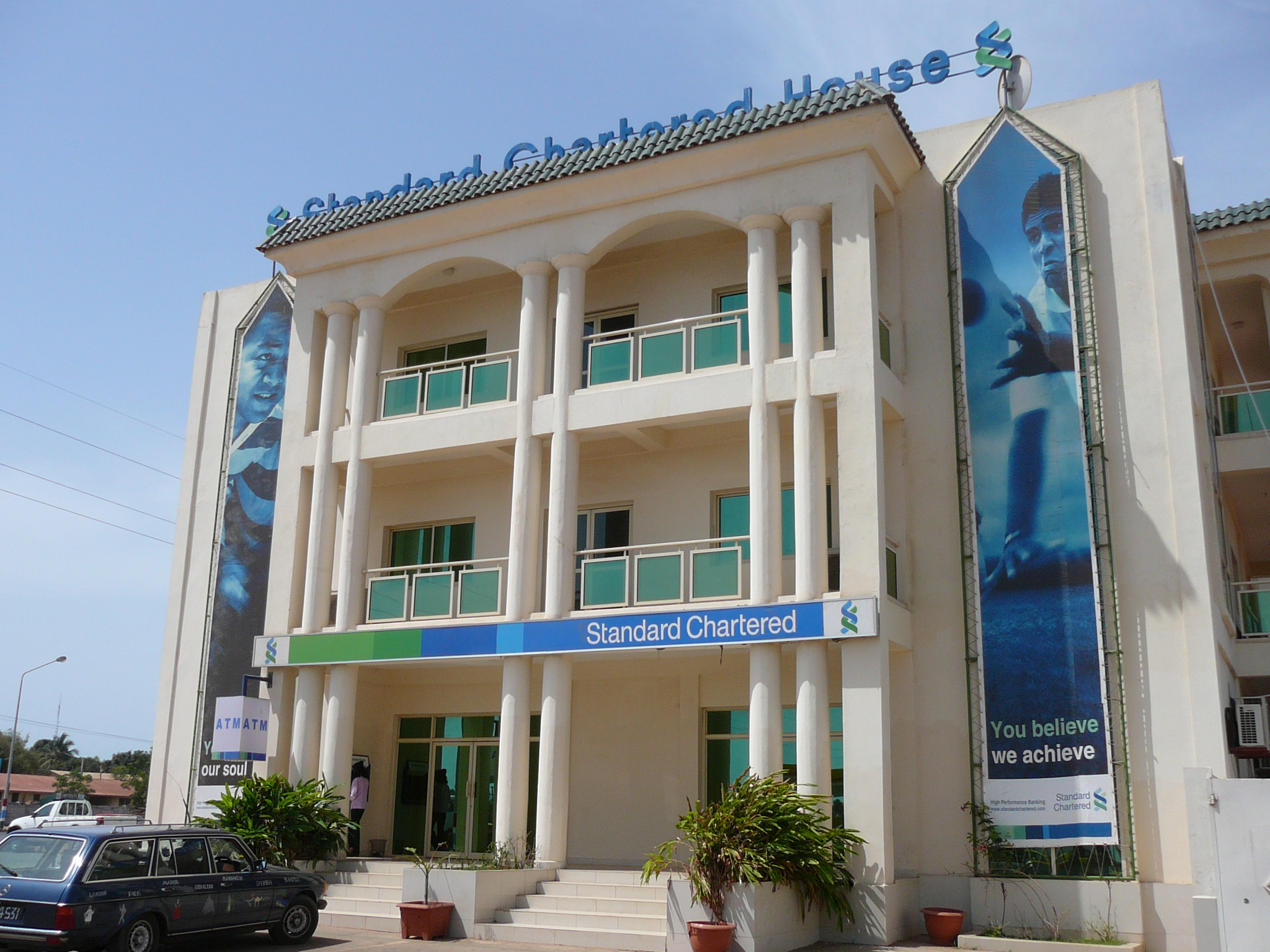
Standard Chartered в Гамбии

Отделение в Нигерии было одним из первых у Bank of British West Africa, оно было открыто в 1893 году. В ходе гражданской войны в Нигерии в 1970-х годах Standard Chartered начал терять контроль над отделениями в этой стране и в 1979 году на их основе был образован First Bank of Nigeria, в котором у Standard Chartered была доля в 38 %; в 1996 году и эта доля была продана. Новая дочерняя компания в Нигерии была основана в 1999 году, у неё 42 отделения, в которых работает 900 человек.

#### Другие страны Африки
Standard Bank открыл первое отделение на территории Зимбабве в 1892 году. В стране работает 29 отделений.
Представительства Standard Chartered работают в Анголе (с 2010 года), Кот-д’Ивуаре (с 2001 года), Мавритании, Сьерра-Леоне и Гамбии.

### Великобритания и другие страны Европы
Первый офис Chartered Bank в Великобритании был открыт в 1853 году, с 1907 года штаб-квартира банка располагается в Лондоне. В лондонской штаб-квартире находится руководство группы, операционный центр подразделения корпоративного и институционального банкинга, также Лондон является центром деятельности в Европе. Выручка от деятельности группы в Великобритании в 2017 году составила 747 млн долларов, активы — 119,3 млрд долларов. С 1969 года акции Standard Chartered котируются на Лондонской фондовой бирже и входят в индекс FTSE 100. В Великобритании, как и в других странах Европы, Standard Chartered не предоставляет розничных банковских услуг, помимо работы с крупными корпорациями и финансовыми институтами есть только центры подразделения частного банкинга в Лондоне и в офшорной зоне на острове Джерси. На острове Джерси присутствует с 1980 года, размер активов здесь составляет $5 млрд.
Во Франции с 2008 года работает дочерняя компания Standard Chartered Bank France, она предоставляет французским корпорациям финансовые услуги, связанные с деятельностью в Азии и Африке. Аналогичные функции выполняют отделения в Италии и Швеции. Представительство в Турции было открыто в 2003 году, с 2012 года, после покупки Credit Agricole Yatırım Bankası Türk A.Ş, оно получило статус дочерней компании. Франкфурт (Германия) является центром Standard Chartered по клиринговым операциям в евро. В Дублине (Ирландия) находится штаб-квартира дочерней компании Standard Chartered Aviation Finance, которая занимается лизингом самолётов; её парк состоит из более, чем 100 самолётов, сдаваемых 30 авиакомпаниям, также оказываются сопутствующие услуги, такие как кредитование покупки топлива и экспортируемых товаров.
У Standard Chartered Bank было представительство в Москве, однако с 15 сентября 2014 года оно значительно сократило свою деятельность в России, а в 2016 году было полностью ликвидировано.

### Америка
В Америке компания представлена в 13 городах, из них 6 в США, региональный центр находится в Нью-Йорке. В США банк действует с 1902 года. Здесь свои услуги предоставляет только подразделение корпоративного и институционального банкинга. Выручка от деятельности группы в США в 2017 году составила 675 млн долларов, активы — 45,3 млрд долларов. В Буэнос-Айресе (Аргентина) банк работает с 1996 года. Представительство в Бразилии было открыто в 1973 году, в 2009 году оно получило лицензию на ведение банковской деятельности. В Сантьяго (Чили) компания работает с 2008 года, представительство в Боготе (Колумбия) было открыто в 1995 году, в Мехико (Мексика) — в 1968 году, в Лиме (Перу) — в 1975 году. Standard Chartered Bank, Falkland Islands, дочерняя компания на Фолклендских островах, была основана в 1983 году (на следующий год после британо-аргентинского конфликта), является единственным банком на этой территории и предоставляет полный спектр банковских услуг. Также есть представительство в Торонто (Канада).

### Австралия
Хотя первоначальное название Chartered Bank of India, Australia and China означало Получивший концессию банк Индии, Австралии и Китая, на австралийский рынок банк вышел только в 1964 году и представлен дочерней компанией Standard Chartered Grindlays Pty Limited со всего двумя отделениями — основным в Сиднее и дополнительным в Аделаиде, — которые предоставляют услуги крупным австралийским корпорациям, ведущим деятельность в Азии и Африке.

## Спонсорство

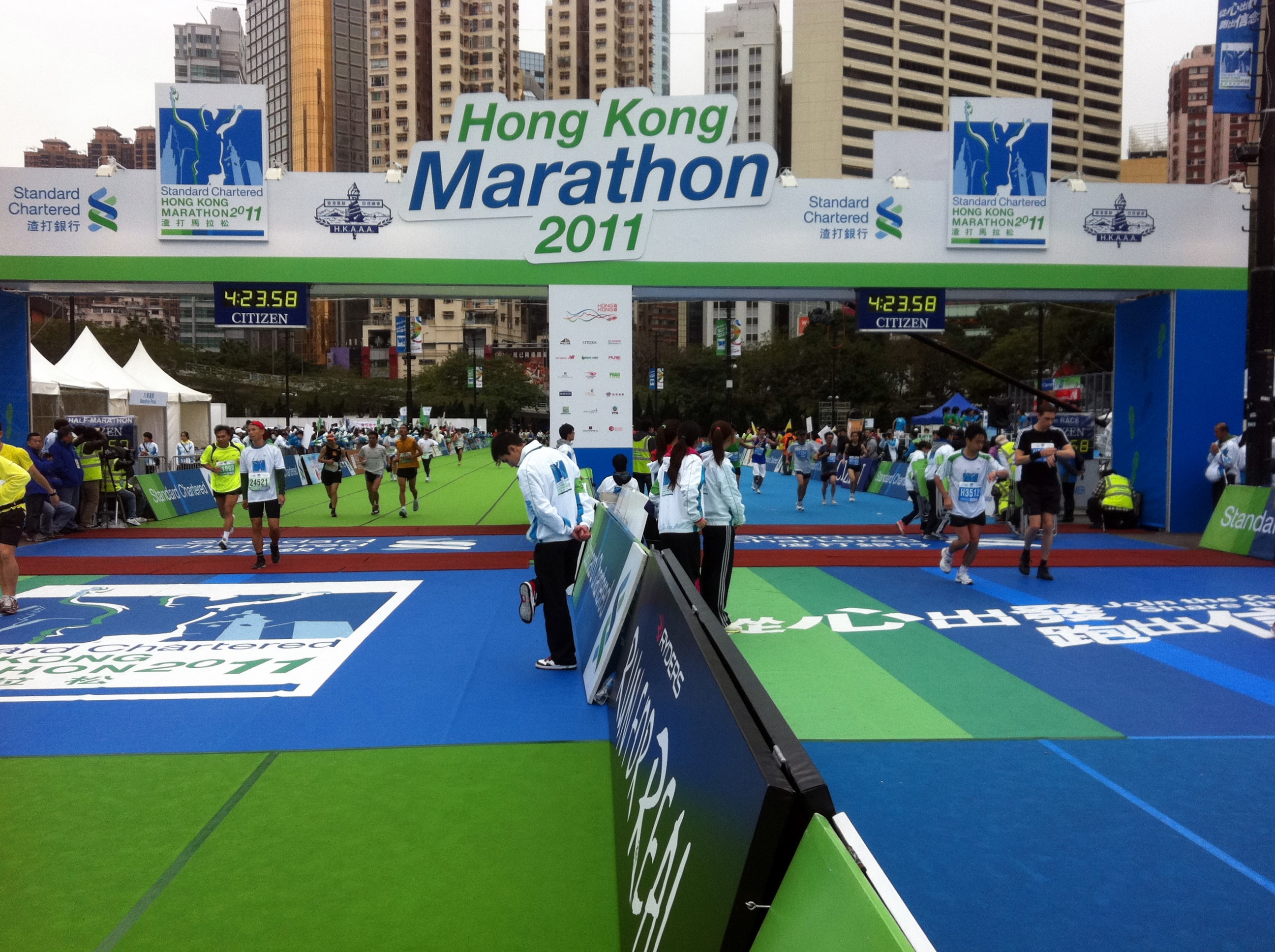
Марафон в Гонконге (2011 год)

- Standard Chartered с 2010 года является спонсором футбольного клуба Ливерпуль[84].
- Спонсор Этапа Мировой серии по регби-7 в Сингапуре[85].
- Ежегодно в мае на гонконгском ипподроме Сатхинь проходит Standard Chartered Champions & Chater Cup (англ. Champions & Chater Cup), розыгрыш одного из основных кубков сезона[86].
- Standard Chartered проводит марафонские забеги в 13 городах, в которых ведёт деятельность, в том числе:
  - Hong Kong Marathon (Гонконг, с 1997 года);
  - Jersey Marathon[англ.] (Джерси, Нормандские острова, с 2006 года);
  - Kuala Lumpur Marathon[англ.] (Куала-Лумпур, Малайзия, с 2009 года);
  - Mumbai Marathon (Мумбаи, Индия, с 2004 года);
  - Nairobi Marathon (Найроби, Кения, с 2003 года);
  - Singapore Marathon[англ.] (Сингапур, с 1982 года).
- Является спонсором организации Seeing is Believing[англ.], которая занимается финансированием проектов по предотвращению офтальмологических заболеваний.

## Критика
В 1992 году в Индии Standard Chartered Bank был среди четырёх зарубежных банков, обвинённых в использовании средств на счетах клиентов для спекуляций на бирже.
В августе 2012 года Standard Chartered был оштрафован на 340 млн долларов властями штата Нью-Йорк за нарушение санкций против Ирана. Компания признала, что осуществляла операции для клиентов из Ирана на сумму в 250 млрд долларов. В декабре того же года компания была оштрафована ещё на 327 млн долларов Федеральной резервной системой и прокуратурой округа Колумбия за нарушение санкций против Ирана, Бирмы, Ливии и Судана в 2001—2007 годах. Компании был дан двухлетний испытательный срок на исправление программного обеспечения по контролю за осуществлением транзакций; по мнению контролирующих органов исправления были недостаточны, и в августе 2014 года Standard Chartered был оштрафован ещё на 300 млн долларов.
В декабре 2016 года Standard Chartered был оштрафован министерством финансов Сингапура на 5,2 млн сингапурских долларов (3,7 млн долларов США) за 28 случаев нарушения законодательства против отмывания денег.

## Штаб-квартира и другая недвижимость
Штаб-квартира Standard Chartered находится в Лондоне по адресу Бейзингхолл-авеню, 1 (1 Basinghall Avenue, London, EC2V 5DD, United Kingdom). Высота здания составляет 40 м (здания в этом районе Лондона не должны превышать высоту Собора Святого Павла), в нём 10 этажей над уровнем земли и два подземных этажа, офисная площадь составляет около 20 тыс. м². Строительство проходило с 2004 по 2007 год, официальное открытие состоялось в 2009 году. До этого персонал банка размещался в 4 отдельных зданиях.
Центр деятельности в Гонконге находится в Здании банка Standard Chartered. Это 42-этажный небоскрёб, расположенный вплотную к гонконгской штаб-квартире HSBC; из 7 тысяч небоскрёбов Гонконга он занимает сотое место (высота 187 м). Строительство здания проходило с 1987 по 1990 год на месте прежней 18-этажной штаб-квартиры Standard Chartered в Гонконге.
Также в 1990 году было завершено строительство штаб-квартиры дочерней компании в Малайзии. Этот 43-этажный небоскрёб, называемый Menara Standard Chartered, занимает 29-е место среди самых высоких строений Куала-Лумпура (193 м).
Здание с таким же названием было построено в 2007 году в столице Индонезии Джакарте. Его высота составляет 143 м, в нём 31 этаж. Standard Chartered арендует его у застройщика и владельца индонезийской компании PT. Chitatex Peni.
В 2011 году Standard Chartered стал первым банком, обосновавшимся в новом финансовом центре Сингапура Marina Bay Financial Centre, арендовав 24 этажа в одном из составляющих его небоскрёбов. Общая офисная площадь является самой большой из зданий в глобальной сети Standard Chartered (48 тыс. м²) и может вместить до 6 тысяч сотрудников банка.

## Дочерние компании
Основными дочерними компаниями являются:
- Standard Chartered Bank, England and Wales (Великобритания, 100 %)
- Standard Chartered Bank Korea Limited (Республика Корея, 100 %)
- Standard Chartered Bank Malaysia Berhad (Малайзия, 100 %)
- Standard Chartered Bank (Pakistan) Limited (Пакистан, 98,99 %)
- Standard Chartered Bank (Taiwan) Limited (Китайская республика, 100 %)
- Standard Chartered Bank (Singapore) Limited (Сингапур, 100 %)
- Standard Chartered Bank (Hong Kong) (Гонконг, 100 %)
- Standard Chartered Bank (China) Limited (Китай, 100 %)
- Standard Chartered Bank (Thai) Public Company Limited (Таиланд, 99,87 %)
- Standard Chartered Bank Nigeria Limited (Нигерия, 100 %)
- Standard Chartered Bank Kenya Limited (Кения, 74,3 %)
- Standard Chartered Private Equity Limited, Hong Kong (Гонконг, 100 %)